# Triphosa mnestira
Triphosa mnestira là một loài bướm đêm trong họ Geometridae.